# 植中朝日
植中 朝日（うえなか あさひ、2001年11月1日 - ）は、福岡県北九州市門司区出身のプロサッカー選手。Jリーグ・横浜F・マリノス所属。ポジションはフォワード（FW）。JFAアカデミー福島9期生。

## 来歴

### V・ファーレン長崎
2019年9月4日、2020年シーズンよりJFAアカデミー福島の同期である加藤聖とともにV・ファーレン長崎に加入することが発表された。
2021年9月14日のモンテディオ山形戦（トランスコスモススタジアム長崎）で前半35分にJリーグ初ゴールを記録すると、45分・51分にも得点を記録し、Jリーグ初ゴールの試合でハットトリックを達成した。

### 横浜F・マリノス
2022年12月27日、横浜F・マリノスへ完全移籍で加入することが発表された。
2023年7月2日に開催されたJ1第19節・湘南ベルマーレ戦（日産スタジアム）でJ1初ゴールを決めた。
2024年ハリー・キューウェル監督の元、本来のFWからMFでの起用が増え、プレーの幅を広げた。AFCチャンピオンズリーグでは準決勝蔚山現代戦で2ゴール、決勝のアル・アイン戦でもゴールを決め国際舞台でチームの躍進を支えた。
同年、パリ五輪ではチーム事情により佐野航大が辞退したことで追加招集。
バックアップメンバーとして参加したが、7月30日のグループリーグ第3節イスラエル戦で途中出場を果たした。

## 所属クラブ
- ミレニオ・サッカースクール
- 小倉南FC（北九州市立白野江小学校）
- JFAアカデミー福島U-15（御殿場市立富士岡中学校）
- JFAアカデミー福島U-18（福島県立ふたば未来学園高等学校）
- 2020年 - 2022年  V・ファーレン長崎
- 2023年 -  横浜F・マリノス

## 個人成績
| 国内大会個人成績 | 国内大会個人成績 | 国内大会個人成績 | 国内大会個人成績 | 国内大会個人成績 | 国内大会個人成績 | 国内大会個人成績 | 国内大会個人成績 | 国内大会個人成績 | 国内大会個人成績 | 国内大会個人成績 | 国内大会個人成績 |
| 年度             | クラブ           | 背番号           | リーグ           | リーグ戦         | リーグ戦         | リーグ杯         | リーグ杯         | オープン杯       | オープン杯       | 期間通算         | 期間通算         |
| 年度             | クラブ           | 背番号           | リーグ           | 出場             | 得点             | 出場             | 得点             | 出場             | 得点             | 出場             | 得点             |
| 日本             | 日本             | 日本             | 日本             | リーグ戦         | リーグ戦         | リーグ杯         | リーグ杯         | 天皇杯           | 天皇杯           | 期間通算         | 期間通算         |
| ---------------- | ---------------- | ---------------- | ---------------- | ---------------- | ---------------- | ---------------- | ---------------- | ---------------- | ---------------- | ---------------- | ---------------- |
| 2020             | 長崎             | 33               | J2               | 2                | 0                | -                | -                | -                | -                | 2                | 0                |
| 2021             | 長崎             | 33               | J2               | 19               | 10               | -                | -                | 3                | 1                | 22               | 11               |
| 2022             | 長崎             | 9                | J2               | 28               | 5                | -                | -                | 1                | 0                | 29               | 5                |
| 2023             | 横浜FM           | 14               | J1               | 9                | 3                | 8                | 4                | 2                | 0                | 19               | 7                |
| 2024             | 横浜FM           | 14               | J1               | 34               | 3                | 4                | 3                | 4                | 3                | 42               | 9                |
| 通算             | 日本             | 日本             | J1               | 43               | 6                | 12               | 7                | 6                | 3                | 61               | 16               |
| 通算             | 日本             | 日本             | J2               | 49               | 15               | -                | -                | 4                | 1                | 53               | 16               |
| 総通算           | 総通算           | 総通算           | 総通算           | 92               | 21               | 12               | 7                | 10               | 4                | 114              | 32               |

その他の公式戦
- 2023年
  - FUJI XEROX SUPER CUP 1試合0得点

| 国際大会個人成績 | 国際大会個人成績 | 国際大会個人成績 | 国際大会個人成績 | 国際大会個人成績 |
| 年度             | クラブ           | 背番号           | 出場             | 得点             |
| AFC              | AFC              | AFC              | ACL              | ACL              |
| ---------------- | ---------------- | ---------------- | ---------------- | ---------------- |
| 2023             | 横浜FM           | 14               | 5                | 0                |
| 2023-24          | 横浜FM           | 14               | 12               | 3                |
| 通算             | AFC              | AFC              | 17               | 3                |

## 代表歴
- U-23日本代表
  - パリオリンピック2024（2024年）[注釈 1]

## タイトル

### クラブ
横浜F・マリノス
- FUJIFILM SUPER CUP ：1回（2023年）